# Kevin Minda
Kevin Andres Minda Ruales (Ibarra, 21 novembre 1998) è un calciatore ecuadoriano, difensore dell'LDU Quito.

## Caratteristiche tecniche
È un terzino destro.

## Carriera

### Club
Ha giocato nella prima divisione ecuadoriana.

### Nazionale
Con la nazionale Under-20 ecuadoriana ha preso parte al campionato sudamericano del 2017 ed al Mondiale del 2017.

## Palmarès

### Competizioni nazionali
- Supercoppa ecuadoriana: 1

LDU Quito: 2025